# 錫達格羅夫 (新澤西州)
錫達格羅夫（英語：Cedar Grove）是位於美國新澤西州艾塞克斯縣的一個鎮區。

## 地方資料
錫達格羅夫的面積為11.29平方千米，當中陸地面積為10.97平方千米，而水域面積為0.32平方千米。根據2020年美國人口普查的數據，當地共有人口12980人，而人口密度為每平方千米1,149.69人。